# اليسع بن ميمون
اليسع بن ميمون تولى في صفر سنة 270 هجري وتلقب بالمنتصر لقب جده وكانت طاعته. للمعتضدالعباسي. وفي أيامه وصل إلى المغرب عبيد الله المهدى خليفة الدولة الفاطمية وابنه أبو القاسم

## حياته

### نسبه
- اليسع (الثاني) بن ميمون بن مدرار ابن إليسع بن أبى القاسم اليسع (الثاني) بن ميمون بن مدرار ابن إليسع بن أبى القاسم [1]

### أحداث سياسية
ودخلا سجلماسة متنكرين. ووصل خبرهم االى المعتضد، فأوعز إلى إليسع بالقبض عليهما، فأخذهما وترفق بهما فحبسهما في غرفة عند عمته (مريم بنت مدرار) وأقبل أبو عبد الله الشيعى، زاحفأ من إفريقية، فاقتحم سجلماسة، وأخرجهما وفر إليسع. إلا أن قوما من البربر يعرفون ببنى خالد، غدروا به، واستأمنوا إلى أبي عبد الله الشيعى بتسليمه إليه، فقتله سنة 296 هجري وانقضى بمقتله عهدالاستقلال والاستقرار في إمارة سجلماسة وولي الشيعى عليها، قبيل عودته إلى افريقيه رجلا من كتامة اسمه (إبراهيم بن غالب المراسى) لم يستقر أكثر من خمسين يوما.

## وفاته
قتله أبو عبد الشيعي عام 296 هجري  بعد ان سلمه قبيلة بني خلاد البربرية .
1. ↑  "موسوعة التراجم والأعلام - اليسع (الثاني) بن ميمون بن مدرار ابن إليسع بن أبى القاسم". www.taraajem.com. مؤرشف من الأصل في 2022-05-14. اطلع عليه بتاريخ 2022-05-13.
2. ↑  aljayyash (11 يونيو 2017). "اليسع بن ميمون بن مدرار". الموسوعة كوم. مؤرشف من الأصل في 2020-06-22. اطلع عليه بتاريخ 2022-05-13.
3. ↑  د ياسر (1 يناير 2017). الخلافة العباسية وموقفها من الدول المستقلة في المغرب. دار الخليج للنشر والتوزيع / daralkhalij for Publishing and Distribution. ISBN:978-9957-408-96-1. مؤرشف من الأصل في 2022-05-16. {{استشهاد بكتاب}}: الوسيط |مؤلف1= و|مؤلف= تكرر أكثر من مرة (مساعدة)